# Bradley Banda
Bradley James Banda (Gibraltar, 20 de enero de 1998) es un futbolista gibraltareño juega como portero en el St Joseph's F. C. y en la selección de fútbol de Gibraltar.

## Selección nacional
Banda obtuvo su primera convocatoria absoluta para la selección nacional de fútbol de Gibraltar en marzo de 2018, mientras jugaba en el Team Solent. El 11 de octubre de 2021, hizo su debut internacional en una derrota por 6-0 contra Países Bajos, parando un penalti a Memphis Depay. Mantuvo su primera portería a cero como internacional absoluto en su segundo partido, un empate 0-0 contra Granada el 23 de marzo de 2022.

## Palmarés

### Títulos nacionales
| Título          | Club              | País      | Año  |
| --------------- | ----------------- | --------- | ---- |
| Copa Pepe Reyes | St Joseph's F. C. | Gibraltar | 2024 |

## Vida personal
Fuera del fútbol, trabaja como profesor de necesidades especiales en la St Martin's School de Gibraltar.